# Étoile Carouge Football Club 2011-2012
Questa voce raccoglie le informazioni riguardanti il Étoile Carouge Football Club nelle competizioni ufficiali della stagione 2011-2012.

## Stagione
Nella stagione 2011-2012 l'Etoile Carouge, allenato da Thierry Cotting, concluse il campionato di Challenge League al 13º posto e fu retrocesso in Prima Lega Promotion. In Coppa Svizzera l'Etoile Carouge fu eliminato al primo turno dal Cham.

## Rosa
| N. |                         | Ruolo | Calciatore        |
| -- | ----------------------- | ----- | ----------------- |
| 1  | Svizzera (bandiera)     | P     | Sébastien Roth    |
| 2  | Italia (bandiera)       | D     | Yann Pedretti     |
| 3  | Francia (bandiera)      | D     | Rémi Boule        |
| 4  | Svizzera (bandiera)     | D     | Jérémy Pauchard   |
| 5  | Svizzera (bandiera)     | D     | Oliver Maric      |
| 6  | Francia (bandiera)      | D     | Mikaël Doudet     |
| 7  | Francia (bandiera)      | A     | Alexandre Valente |
| 8  | Francia (bandiera)      | C     | Sébastien Gormond |
| 9  | Serbia (bandiera)       | A     | Astrit Hyseni     |
| 11 | Svizzera (bandiera)     | C     | Marco Delley      |
| 13 | RD del Congo (bandiera) | A     | Mobulu M'Futi     |
| 14 | Svizzera (bandiera)     | C     | Artrit Ajdini     |

| N. |                           | Ruolo | Calciatore          |
| -- | ------------------------- | ----- | ------------------- |
| 15 | Svizzera (bandiera)       | D     | Alexandre Barroso   |
| 16 | Svizzera (bandiera)       | A     | Filipe Poceiro      |
| 17 | Svizzera (bandiera)       | C     | Jonas Roch          |
| 18 | Svizzera (bandiera)       | P     | Osni Mutombo        |
| 19 | Costa d'Avorio (bandiera) | C     | Alexandre Tokpa     |
| 20 | Portogallo (bandiera)     | C     | Luis Araujo         |
| 21 | Svizzera (bandiera)       | D     | Raphaël De Oliveira |
| 22 | Francia (bandiera)        | A     | Kamel Boughanem     |
| 23 | Svizzera (bandiera)       | A     | Behar Bajrami       |
| 24 | Francia (bandiera)        | C     | Cédric Dijoux       |
| 25 | Svizzera (bandiera)       | C     | Stéphane Garcia     |
| 27 | Francia (bandiera)        | P     | Thomas Giorgi       |

## Organigramma societario
Area tecnica
- Allenatore: Thierry Cotting
- Allenatore in seconda: Bernardo Hernandez
- Preparatore dei portieri: Thierry Barnerat
- Preparatori atletici:

## Calciomercato

### Sessione estiva
| Acquisti | Acquisti            | Acquisti       | Acquisti |
| R.       | Nome                | da             | Modalità |
| -------- | ------------------- | -------------- | -------- |
| C        | Artrit Ajdini       | Servette       |          |
| D        | Raphaël De Oliveira | Chênois        |          |
| D        | Mikaël Doudet       | Jura Sud       |          |
| A        | Frederik Ellegaard  | Urania Ginevra |          |
| A        | Filipe Poceiro      | Servette       |          |
| C        | Sébastien Gormond   | Urania Ginevra |          |
| C        | Alexandre Tokpa     | Malines        |          |
| A        | Alexandre Valente   | Meyrin         |          |

| Cessioni | Cessioni        | Cessioni | Cessioni |
| R.       | Nome            | a        | Modalità |
| -------- | --------------- | -------- | -------- |
| C        | Fabrice Sanches | Lancy    |          |
| D        | Vitór Pereira   | Chênois  |          |

### Sessione invernale
| Acquisti | Acquisti      | Acquisti | Acquisti |
| R.       | Nome          | da       | Modalità |
| -------- | ------------- | -------- | -------- |
| A        | Mobulu M'Futi | Servette |          |
| D        | Oliver Maric  | Servette |          |
| A        | Nicolas Hélin | Bienne   |          |

| Cessioni | Cessioni        | Cessioni      | Cessioni |
| R.       | Nome            | a             | Modalità |
| -------- | --------------- | ------------- | -------- |
| C        | Bastien Beuchat | Signal Bernex |          |
| A        | Drilon Paçarizi | Locarno       |          |

## Risultati

### Challenge League

#### Andata
| Arbitro: | Laperrière |

|                |           |            |
| De La Loma 90’ | Marcatori | 85’ Doudet |

| Arbitro: | Erlachner |

|            |           |                                 |
| Hyseni 17’ | Marcatori | 57’ Neumayr 60’, 72’ Ciarrocchi |

| Arbitro: | Gut |

|             |           |                       |
| Eggmann 20’ | Marcatori | 3’ Valente 67’ Garcia |

| Arbitro: | Studer |

|                       |           |                   |
| Paçarizi 6’, 36’, 52’ | Marcatori | 55’, 74’ Sheholli |

| Arbitro: | Fähndrich |

|                            |           |  |
| Sadiku 9’, 37’ Hassell 27’ | Marcatori |  |

| Arbitro: | Gut |

|  |           |                  |
|  | Marcatori | 54’, 89’ Katanha |

| Arbitro: | Huwiler |

|                           |           |  |
| Čavušević 26’ Bastida 56’ | Marcatori |  |

| Arbitro: | Winter |

|  |           |                       |
|  | Marcatori | 57’ Gashi 62’ Staubli |

| Arbitro: | Huwiler |

|            |           |                                                        |
| Hyseni 71’ | Marcatori | 17’, 44’ Etoundi 54’ (rig.), 85’ Scarione 87’ Hämmerli |

| Arbitro: | Pache |

|  |           |            |
|  | Marcatori | 88’ Hyseni |

| Arbitro: | Huwiler |

|                                  |           |  |
| Garcia 20’ Hyseni 36’ Doudet 45’ | Marcatori |  |

| Arbitro: | San |

|                                           |           |           |
| Denicolá 32’ Merenda 61’ (rig.) Bader 68’ | Marcatori | 42’ Tokpa |

| Arbitro: | Jancevski |

|             |           |                                   |
| Paçarizi 5’ | Marcatori | 44’ Martins 66’ Winsauer 70’ Alex |

| Arbitro: | Winter |

|                  |           |            |
| Tadić 16’ (rig.) | Marcatori | 22’ Garcia |

| Arbitro: | Erlachner |

|                         |           |              |
| Doudet 47’ Paçarizi 74’ | Marcatori | 50’ Magnetti |

#### Ritorno
| Arbitro: | Erlachner |

|               |           |             |
| Boughanem 68’ | Marcatori | 46’ Jahović |

| Bienne 26 febbraio 2012, ore 15:00 CET 17ª giornata | Bienne | 0 – 0 referto | Étoile Carouge | Gurzelen (920 spett.)\| Arbitro: \| Gut \| |
| Arbitro:                                            | Gut    |               |                |                                            |

| Arbitro: | Wermelinger |

|                            |           |  |
| Mattila 38’ Ciarrocchi 83’ | Marcatori |  |

| Arbitro: | Amhof |

|  |           |                                              |
|  | Marcatori | 6’, 16’ Trípodi 86’ (aut.) Doudet 89’ Hasler |

| Arbitro: | Hänni |

|                      |           |  |
| Senger 8’ Afonso 24’ | Marcatori |  |

| Arbitro: | Fähndrich |

|                          |           |  |
| Hyseni 56’ Boughanem 90’ | Marcatori |  |

| Arbitro: | Huwiler |

|  |           |          |
|  | Marcatori | 82’ Domo |

| Arbitro: | Gut |

|                          |           |            |
| Abegglen 32’ Etoundi 37’ | Marcatori | 57’ M'Futi |

| Arbitro: | San |

|           |           |                                                         |
| Hélin 90’ | Marcatori | 9’ Decarli 32’ Milosevic 74’ Sadiku 84’ Rapp 88’ Samina |

| Winterthur 21 aprile 2012, ore 18:00 CEST 25ª giornata | Winterthur | 0 – 0 referto | Étoile Carouge | Stadion Schützenwiese (2 000 spett.)\| Arbitro: \| Gut \| |
| Arbitro:                                               | Gut        |               |                |                                                           |

| Arbitro: | Carrell |

|                     |           |                 |
| Maric 60’ Hélin 83’ | Marcatori | 17’ Unternährer |

| Wohlen 5 maggio 2012, ore 17:30 CEST 27ª giornata | Wohlen   | 0 – 0 referto | Étoile Carouge | Stadion Niedermatten (1 280 spett.)\| Arbitro: \| Klossner \| |
| Arbitro:                                          | Klossner |               |                |                                                               |

| Arbitro: | Jaccottet |

|  |           |           |
|  | Marcatori | 60’ Hélin |

| Arbitro: | Bieri |

|  |           |                           |
|  | Marcatori | 20’ Eggmann 75’ Šabanović |

| Arbitro: | Hänni |

|                                                                                  |           |  |
| Schultz 25’ Ioniță 31’ Staubli 36’, 40’ Stojkov 59’ Gashi 66’ (rig.) Marazzi 75’ | Marcatori |  |

### Coppa Svizzera
| 18 settembre 2011, ore 14:30 CEST Primo turno | Cham | 2 – 0 | Étoile Carouge |  |

## Statistiche

### Statistiche di squadra
| Competizione     | Punti | In casa | In casa | In casa | In casa | In casa | In casa | In trasferta | In trasferta | In trasferta | In trasferta | In trasferta | In trasferta | Totale | Totale | Totale | Totale | Totale | Totale | DR  |
| Competizione     | Punti | G       | V       | N       | P       | Gf      | Gs      | G            | V            | N            | P            | Gf           | Gs           | G      | V      | N      | P      | Gf     | Gs     | DR  |
| ---------------- | ----- | ------- | ------- | ------- | ------- | ------- | ------- | ------------ | ------------ | ------------ | ------------ | ------------ | ------------ | ------ | ------ | ------ | ------ | ------ | ------ | --- |
| Challenge League | 30    | 15      | 5       | 1       | 9       | 17      | 32      | 15           | 3            | 5            | 7            | 8            | 24           | 30     | 8      | 6      | 16     | 25     | 56     | -31 |
| Coppa Svizzera   | -     | 0       | 0       | 0       | 0       | 0       | 0       | 1            | 0            | 0            | 1            | 0            | 2            | 1      | 0      | 0      | 1      | 0      | 2      | -2  |
| Totale           | 30    | 15      | 5       | 1       | 9       | 17      | 32      | 16           | 3            | 5            | 8            | 8            | 26           | 31     | 8      | 6      | 17     | 25     | 58     | -33 |

### Andamento in campionato
| Giornata  | 1 | 2  | 3 | 4 | 5  | 6  | 7  | 8  | 9  | 10 | 11 | 12 | 13 | 14 | 15 | 16 | 17 | 18 | 19 | 20 | 21 | 22 | 23 | 24 | 25 | 26 | 27 | 28 | 29 | 30 |
| --------- | - | -- | - | - | -- | -- | -- | -- | -- | -- | -- | -- | -- | -- | -- | -- | -- | -- | -- | -- | -- | -- | -- | -- | -- | -- | -- | -- | -- | -- |
| Luogo     | T | C  | T | C | T  | C  | T  | C  | C  | T  | C  | T  | C  | T  | C  | C  | T  | T  | C  | T  | C  | C  | T  | C  | T  | C  | T  | T  | C  | T  |
| Risultato | N | P  | V | V | P  | P  | P  | P  | P  | V  | V  | P  | P  | N  | V  | N  | N  | P  | P  | P  | V  | P  | P  | P  | N  | V  | N  | V  | P  | P  |
| Posizione | 7 | 13 | 9 | 7 | 10 | 12 | 12 | 14 | 14 | 11 | 10 | 13 | 15 | 15 | 13 | 13 | 13 | 13 | 13 | 13 | 13 | 13 | 13 | 13 | 13 | 13 | 13 | 13 | 13 | 13 |

Legenda:

Luogo: C = Casa; T = Trasferta. Risultato: V = Vittoria; N = Pareggio; P = Sconfitta.

### Statistiche dei giocatori
| A. Ajdini      | 19 | 0 | 2 | 0 |
| L. Araujo      | 21 | 0 | 8 | 0 |
| B. Bajrami     | 3  | 0 | 0 | 0 |
| A. Barroso     | 25 | 0 | 7 | 0 |
| B. Beuchat     | 2  | 0 | 0 | 0 |
| K. Boughanem   | 13 | 2 | 1 | 0 |
| R. Boule       | 4  | 0 | 1 | 0 |
| R. De Oliveira | 13 | 0 | 4 | 0 |
| M. Delley      | 17 | 0 | 0 | 0 |
| C. Dijoux      | 19 | 0 | 3 | 1 |
| M. Doudet      | 27 | 3 | 8 | 0 |
| S. Garcia      | 28 | 3 | 8 | 0 |
| T. Giorgi      | 0  | 0 | 0 | 0 |
| C. Gomez       | 9  | 0 | 0 | 1 |
| S. Gormond     | 24 | 0 | 2 | 0 |
| A. Hyseni      | 14 | 5 | 3 | 2 |
| N. Hélin       | 9  | 3 | 0 | 1 |
| K. Khir        | 9  | 0 | 1 | 0 |
| M. M'Futi      | 11 | 1 | 4 | 0 |
| O. Maric       | 14 | 1 | 1 | 0 |
| O. Mutombo     | 5  | 0 | 0 | 0 |
| J. Pauchard    | 22 | 0 | 7 | 0 |
| D. Paçarizi    | 12 | 5 | 2 | 0 |
| Y. Pedretti    | 16 | 0 | 5 | 0 |
| F. Poceiro     | 14 | 0 | 5 | 0 |
| J. Roch        | 0  | 0 | 0 | 0 |
| S. Roth        | 28 | 0 | 2 | 0 |
| A. Tokpa       | 17 | 1 | 2 | 0 |
| A. Valente     | 25 | 1 | 1 | 0 |